# Catherine Wolfe Bruce
Catherine Wolfe Bruce   (Manhattan, 22 de gener de 1816 - Nova York, 13 de març de 1900) fou una destacada filantropa estatunidenca i mecenes de l'astronomia.

## Primers anys
Bruce va néixer el 22 de gener de 1816. Era filla de George Bruce (1781–1866), un famós fabricant de tipografies, que havia nascut a Edimburg, i de Catherine Wolfe (1785–1861), filla de David Wolfe (1748– 1836) de la ciutat de Nova York. El seu germà era David Wolfe Bruce (1824–1895), que, juntament amb David Wolfe Bishop, va heretar la fortuna de la seva cosina, Catharine Lorillard Wolfe.

## Carrera

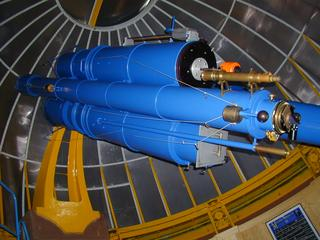
Doble astrògraf Bruce a l'Observatori de Heidelberg-Königstuhl a Alemanya

Va estudiar pintura, va aprendre llatí, alemany, francès i italià i coneixia la literatura d'aquests idiomes.Va rebre classes particulars i va fer nombrosos viatges educatius a Europa.
El 1890 va escriure i publicar una traducció del "Dies irae".Aquest mateix any va tornar a Heidelberg i va començar a fer conferències a la universitat com a privatdozent, essencialment com a instructora no remunerada.

## Filantropia

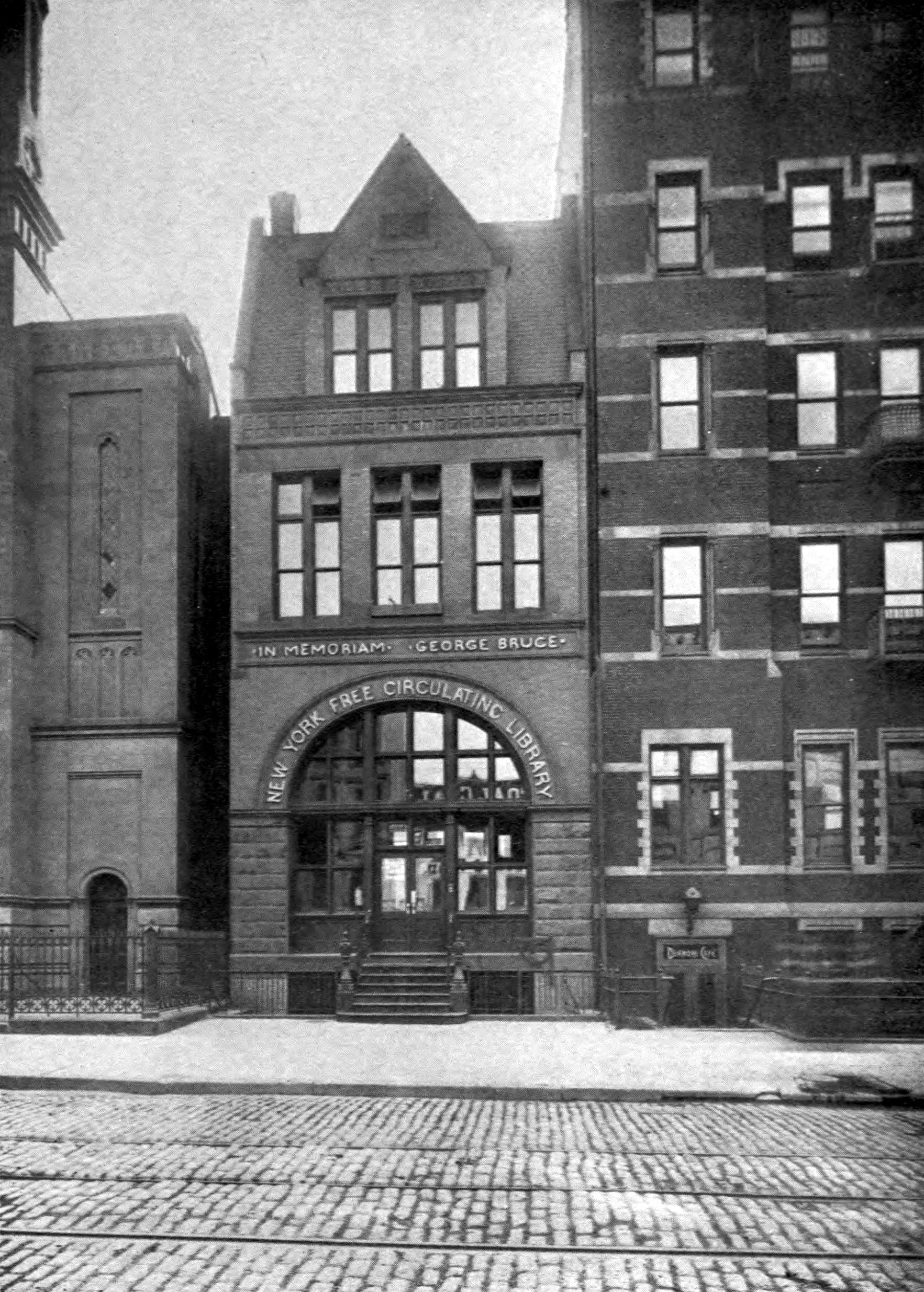
La biblioteca original de George Bruce al carrer 42, 1888

El 1877 va donar 50.000 dòlars per a la construcció de l'edifici de la biblioteca i la compra de llibres en memòria del seu pare. La biblioteca, coneguda com a The George Bruce Library, es va completar el 1888 i estava situada a la cruïlla dels carrers 226 Oest i 42. L'edifici es va vendre el 1913 i els ingressos es van usar per a construir l'actual Biblioteca George Bruce, situada al carrer 125 de Harlem, i dissenyada per Carrère & Hastings.
Com a astrònoma aficionada, es va dedicar a la filantropia en aquest camp. Als 73 anys, després després de llegir un article de Simon Newcomb que afirmava que ja s'havien produït tots els descobriments més importants de l'astronomia, Bruce es va dirigir al fabricant de telescopis Alvan Graham Clark per veure com podia donar suport a la investigació en aquest camp.
Bruce va fer més de 54 donacions a l'astronomia, per un total de més de 275.000 dòlars, entre 1889 i 1899. Va donar fons a l'Observatori del Harvard College (EUA), a l'Observatori Yerkes (EUA) i a l'Observatori de Heidelberg-Königstuhl (Alemanya), dirigit per Max Wolf en aquell moment, per comprar telescopis nous a cadascun d'aquests instituts.
També va proporcionar a Pickering una subvenció de 6.000 dòlars per donar suport a projectes als Estats Units i Europa. Simon Newcomb va rebre diners per les seves noves taules planetàries (Efemèrides), que va servir de base per a l'era de les efemèrides. Johann Georg Hagen va poder publicar l'Atlas Stellarum Variabilium gràcies a una garantia d'indemnització. I mercès a una donació de 1.000 dòlars, Ladislaus Weinek va poder publicar el seu Atles fotogràfic de la Lluna a Praga.
Bruce va establir la Medalla Bruce de la Societat Astronòmica del Pacífic en reconeixement de tota una vida d'excel·lents assoliments i contribucions a la investigació astrofísica, i és un dels més prestigiosos premis en aquest camp.

## Honors
L'asteroide 323 Brucia, descobert per Max Wolf, porta el seu nom, així com el cràter Bruce de la Lluna. També va rebre una medalla d'or per part del Gran Duc de Baden.
L'astrònom Johann Palisa va batejar l'asteroide 313 Chaldaea com a testimoni de l'agraïment dels astrònoms.

## Vida personal
Va romandre soltera i va viure de la seva riquesa heretada.
A causa d'una malaltia cada vegada més greu, va haver de restar confinada a casa seva i va morir el 13 de març del 1900 al 810 de la Cinquena Avinguda de la ciutat de Nova York.

## Obres
- Catherine Wolfe Bruce: Dies Irae, Nova York, 1890
- Johann G. Hagen, Catherine Wolfe Bruce, Michael Esch, Friedrich Becker, Frances Woodworth Wright, Johan Willem Jakob Anton Stein: Atlas stellarum variabilium I -IX, Observatori Vaticà, 1941